# Ripe (film)
Pour les articles homonymes, voir Ripe (homonymie).
Pour plus de détails, voir Fiche technique et Distribution.
Ripe est un film dramatique indépendant américain de 1996 sorti en 1997. C'est le premier film écrit et réalisé par Mo Ogrodnik. Il met en vedette Monica Keena et Daisy Eagan (en).

## Synopsis
Les sœurs jumelles fraternelles Rosie (Daisy Eagan) et Violette (Monica Keena) mènent une vie abusive avec des parents très pauvres et violents. Heureuses d'être débarrassés de leurs parents tués dans un accident de voiture, les jumelles jurent de s'enfuir dans le Kentucky à la recherche d'une vie meilleure. Sur la route, les filles se faufilent dans une base militaire à la recherche de nourriture et d'un abri et rencontrent Pete, un vagabond travaillant comme gardien de terrain, qui les accueille.
Tout au long du film, il y a des scènes de jalousie venant de Rosie face à l'attention que la jolie Violet reçoit des hommes. Par exemple, lorsque Violet et Pete entament une relation, Rosie devient de plus en plus jalouse avant de finalement se rendre compte que le lien d'enfance des sœurs a été détruit à jamais. Son attitude mène alors à des actions aux conséquences tragiques.
Dans la scène finale du film, on voit Violet s'envoler dans un avion après avoir finalement quitté Rosie. Rosie, quant à elle, tient un pistolet dans sa bouche et tire. Cependant, on se rend compte que Violet tient les balles dans sa main, révélant qu'elle les a retirées avant son départ.

## Fiche technique
- Titre : Ripe
- Réalisateur : Mo Ogrodnik
- Société de production :  C&P Productions
- Pays d’origine :  États-Unis
- Genre : Drame
- Durée : 92 minutes
- Date de sortie : 2 mai 1997

## Distribution
- Monica Keena : Voilette
- Daisy Eagan (en) : Rosie
- Karen Lynn Gorney

- La coordination aérienne du film a été réalisée par le célèbre parachutiste et pilote de Caroline du Sud, Bobby Frierson. Les parachutistes locaux de Barnwell, SC John Adair, Mike Holbert et Terry Curtis ont également été choisis comme parachutistes[1]. Neuf ans après le tournage de Ripe, Bobby est décédé dans un accident de parachutisme le 11 septembre 2005. Il avait eu un accident vasculaire cérébral le 30 janvier 2000[2].